# 34e cérémonie des AVN Awards
La 34e cérémonie des AVN Awards est un événement de remise de prix pornographiques récompensant les meilleurs acteurs et actrices, réalisateurs, films, entrepreneurs et produits liés à l'industrie pour adultes en 2016. La cérémonie a eu lieu le 21 janvier 2017 au Hard Rock Hotel and Casino de Las Vegas dans la salle « The Joint ». La cérémonie était enregistrée pour être diffusée à la télévision sur la chaîne Showtime, aux États-Unis. La star du webcaming Aspen Rae et Riley Reid, interprète féminine de l’année en titre ont co-animée la cérémonie pour la première fois.

## Admissibilité et nouvelles catégories

### Admissibilité
Pour être considéré dans l'une des catégories de la branche : Vidéos, un titre ou une scène doit avoir été mis à disposition commercialement pendant la période d'éligibilité, qui s'étend du 1er octobre 2015 au 30 septembre 2016. Si une scène dans l'une des catégories ouvertes au contenu « site d’adhésion » est publiée à la fois en tant que scène Web autonome et dans le cadre d'un film publié sur DVD ou VOD, la scène était considérée par défaut comme faisant partie du film. 
Pour être considéré dans toutes les autres catégories, un film devait sortir dans son intégralité avant le 30 septembre 2016. Toute scène concourant pour un prix AVN 2017 sera nulle dans toutes les années à venir si elle est incluse dans le cadre de tout film sorti après le 30 septembre 2016.

### Nouvelles catégories
Lors de la cérémonie précédente et pour la première fois, le contenu publié exclusivement sur les sites d'adhésion était éligible à concourir pour un prix AVN. Quatre catégories de scènes avaient alors été ouvertes pour reconnaître également le contenu publié uniquement pour les sites d'adhésion : « meilleure scène de sexe garçon/fille », « meilleure scène de sexe fille/fille », « meilleure scène de sexe oral » et « meilleure scène de sexe anal ». Pour cette édition 2017, ces mêmes quatre catégories seront à nouveau ouvertes aux pré-nominations de contenu produit pour les sites d'adhésion. Cependant, AVN a ajouté deux nouvelles catégories pour 2017 afin de reconnaître le genre émergent qu’est la Réalité Virtuelle.
La première nouvelle catégorie sera également ouverte au contenu exclusif aux sites d'adhésion, à savoir : Meilleure scène de sexe en réalité virtuelle. Toute scène utilisant la technologie de réalité virtuelle qui a été publiée sur un site d'adhésion entre le 1er octobre 2015 et le 30 septembre 2016 été éligible. La deuxième nouvelle catégorie est : « meilleure innovation en réalité virtuelle », qui honorera la plus importante avancée technologique dans la production ou la présentation du divertissement en réalité virtuelle. Cette catégorie fera partie de la section Web & Technology des AVN Awards.

## Annonce des nommées
Les nommées dans plus de 100 catégories ont été révélées lors de la troisième fête annuelle des nominations aux AVN Awards. Elle-même parrainée par MyFreeCams, cette fête a eu lieu à la boîte de nuit Avalon, à Hollywood.

## Déroulement
La 34e cérémonie s’est déroulée dans la soirée du 21 janvier 2017 au Hard Rock Hotel and Casino à Las Vegas dans la salle de concert appelée « The Joint » en partenariat avec MyFreeCams. L’événement a été co-présenté par la camgirl Aspen Rae et l’actrice pornographique, récipiendaire de l’AVN Award de l’interprète féminine de l’année Riley Reid et l’humoriste Colin Kane. Les arrivées sur le tapis rouge ont serpenté autour du Hard Rock Hotel & Casino pendant plus de quatre heures avant l'heure du spectacle. 
Le rappeur Flo Rida a ouvert la cérémonie avec son titre My House. La cérémonie a commencé avec une bobine commémorative à la mémoire des membres de l'industrie qui sont récemment décédés . Cette année, un segment spécial d'hommage a été décerné à Mark Stone, le producteur et directeur musical de longue date des AVN Awards. Stone, dont le frère cadet Gary Miller est le producteur exécutif de l'AVN Awards Show, a été le chef de l'AVN Orchestra en plus d'écrire et de réaliser de nombreux morceaux de comédie qui sont devenus une partie emblématique de la production.

## Lauréats
Mick Blue est devenu le premier acteur de l'histoire des AVN Awards à remporter le prix AVN Interprète masculin de l'année trois fois consécutives. Il est l'un des quatre seuls interprètes, avec Manuel Ferrara, Lexington Steele et Rocco Siffredi, à recevoir ce prix au moins trois fois. Quant au prix de l’interprète féminine de l’année, il revient à Adriana Chechik,.
Greg Lansky a remporté son deuxième prix consécutif de directeur de l'année et les marques qu'il supervise en tant que directeur de la création, à savoir Blacked, Tushy et Vixen, ont remporté 12 autres prix,. Holly Hendrix a remporté l'AVN Award de la meilleure nouvelle starlette,.
Les noms en gars suivi d’une ☆ désignent les lauréats  :
| Film de l'année | Interprète féminine de l’année |
| --- | --- |
| - Suicide Squad XXX: An Axel Braun Parody ☆ | - Adriana Chechik ☆ - Anikka Albrite - August Ames - A.J. Applegate - Vicki Chase - Abella Danger - Aidra Fox - Keisha Grey - Chanell Heart - Katrina Jade - Jillian Janson - Sara Luvv - Megan Rain - Riley Reid - Verónica Rodríguez |
| Interprète masculin de l'année | Meilleure nouvelle starlette |
| - Mick Blue ☆ - Xander Corvus - James Deen - Ryan Driller - Markus Dupree - Manuel Ferrara - Small Hands - Keiran Lee - Mandingo - Derrick Pierce - Tommy Pistol - Toni Ribas - Lexington Steele - Chris Strokes - Prince Yahshua | - Holly Hendrix ☆ - Kimmy Granger - Alex Grey - Elsa Jean - Jojo Kiss - Katy Kiss - Lyra Law - Melissa Moore - Kira Noir - Anya Olsen - Gia Paige - Piper Perri - Adria Rae - Lana Rhoades - Gina Valentina |
| Interprète transexuelle de l'année | Interprète lesbienne de l’année |
| - Aubrey Kate ☆ - Michelle Austin - Aspen Brooks - Jessy Dubai - Jessica Fox - Foxxy - Nina Lawless - Kelli Lox - Venus Lux - Chelsea Marie - Sunshyne Monroe - Chelsea Poe - Domino Presley - Isabella Sorrenti - Stefani Special | - Jenna Sativa ☆ - Aiden Ashley - Lily Cade - Jayden Cole - Darcie Dolce - Val Dodds - Prinzzess - Shyla Jennings - Jelena Jensen - Ryan Ryans - Celeste Star - Tanya Tate - Vanessa Veracruz |
| Meilleur acteur | Meilleure actrice |
| - Xander Corvus dans The Preacher's Daughter ☆ - Richie Calhoun dans The Submission of Emma Marx: Exposed - Danny D dans Sherlock: A XXX Parody - Ryan Driller dans True Detective: A XXX Parody - Steve Holmes dans The One I Lust - Marcus London dans Devil Inside - Ryan McLane dans Win a Date With Sophia Blake - Tyler Nixon dans This Ain’t Fallout XXX - Tommy Pistol dans Suicide Squad XXX: An Axel Braun Parody - Ryan Ryder dans Storm of Kings: XXX Parody - Steven St. Croix dans Color Blind - Evan Stone dans The Donald - Nacho Vidal dans Outland: Beyond the Far West - Chad White dans The Marine - Aaron Wilcoxxx dans Fragment of Love | - Kleio Valentien dans Suicide Squad XXX: An Axel Braun Parody ☆ - Asa Akira dans The J.O.B. - Aria Alexander dans Sex Machina: A XXX Parody - Samantha Bentley dans Hard in Love - Carter Cruise dans Supergirl XXX: An Axel Braun Parody - Cherie DeVille dans Project Pandora: A Psychosexual Lesbian Thriller - Jessica Drake dans DNA - Karlee Grey dans Student Bodies 5 - Veruca James dans Deception: A XXX Thriller - Cassidy Klein dans Little Red: A Lesbian Fairy Tale - Sara Luvv dans Babysitting the Baumgartners - Abigail Mac dans True Detective: A XXX Parody - Penny Pax dans The Submission of Emma Marx: Exposed - Dana Vespoli dans Lefty - Kasey Warner dans Color Blind |
| Réalisateur de l'année | Meilleure actrice dans un second rôle |
| - Greg Lansky ☆ - Brad Armstrong - James Avalon - Axel Braun - Stormy Daniels - Manuel Ferrara - William H - Jules Jordan - Ryan Madison - Mason - Bree Mills & Stills by Alan - Jim Powers - B. Skow - Jacky St. James - Dana Vespoli | - Joanna Angel dans Cindy Queen of Hell ☆ - Britney Amber dans The Donald - Julia Ann dans Keep It in the Family - Mercedes Carrera dans Project Pandora: A Psychosexual Lesbian Thriller - Adriana Chechik dans Color Blind - Bree Daniels dans Lefty - Alexis Fawx dans The Preacher's Daughter - Holly Heart dans The Young & the Rest of Us - Kendra James dans Missing: A Lesbian Crime Story - Karla Kush dans Forbidden Affairs 5: My Wife’s Daughter - Angel Long dans Hard in Love - Aaliyah Love dans New Beginnings - Katie Morgan dans Republican Candidate Wife Swap - April O’Neil dans Ten Inch Mutant Ninja Turtles and Other Porn Parodies - Jessa Rhodes dans Good Little Girl |
| Meilleur drame | Meilleure parodie |
| - The Preacher's Daughter ☆ - Anything He Desires - Color Blind - Dark Secrets - Devil Inside - Dirty Money - DNA - Forbidden Affairs 5: My Wife’s Daughter - Fragment of Love - Last Chance - Lefty - The Marine - Red Light - Sugarbabies: A Cautionary Tale - The Young & the Rest of Us | - Suicide Squad XXX: An Axel Braun Parody ☆ - Beauty and the Beast XXX: An Erotic Fairy Tale Parody - Ghostbusters XXX Parody - How the Grinch Gaped Christmas - Little Red: A Lesbian Fairy Tale - Not Traci Lords XXX: '80s Superstars Reborn - The One I Lust - Republican Candidate Wife Swap - Sex Machina: A XXX Parody - Storage Whore Orgy - Supergirl XXX: An Axel Braun Parody - Ten Inch Mutant Ninja Turtles and Other Porn Parodies - This Ain't American Horror Story XXX - This Ain't Fallout XXX' - True Detective: A XXX Parody |
| Best Star Showcase | |
| - Abella ☆ - Adriana Chechik: The Ultimate Slut - Aidra Fox Is Slutwoman - All Access: Jasmine Jae - Ashley Fires Is the Archangel - Brett Rossi Is Delicious - Deviant Devil: Gabi Paltrova - Holly Hendrix’s Anal Experience - Jesse: Sex Machine 2 - Mia - Mick Loves Anikka - Riley Reid: Overexposed - SeXXXploitation of Alix Lynx - The Sins Life - Verónica Rodríguez: Latina Squirt Goddess | |
| Meilleure scène de sexe hétérosexuel | Meilleure scène de sexe lesbienle |
| - Kendra Sunderland et Mick Bluedans Natural Beauties ☆ - Janice Griffith et Small Hands dans Ass Effect' - Katrina Jade et Prince Yahshua dans Big Wet Interracial Tits - Anna de Ville et Ryan Madison dans BoHo Beauties - Kimmy Granger et J-Mac dans Don’t Break Me - Lea Lexis et Ramón Nomar dans Fucking Flexible - Sara Luvv et Mandingo dans Her 1st Interracial - Lana Rhoades et Xander Corvus dans Hot Models - Verónica Rodríguez et Xander Corvus dans Love Her Madly - Anikka Albrite et Mick Blue (scene 1) dans Mick Loves Anikka - Aidra Fox et James Deen dans Perfect Pussy - Chanel Preston et Damon Dice dans Red Light - Carter Cruise et Charles Dera dans Supergirl XXX: An Axel Braun Parody - Gina Valentina et Seth Gamble dans Teen Sex Dolls 2 - Alexis Adams et Manuel Ferrara dans Young & Glamorous 8 | - Riley Reid et Reena Sky dans Missing: A Lesbian Crime Story ☆ - Allie Haze et Peta Jensen dans Anything He Desires - Kenna James et Kristen Scott dans First Lesbian Summer - Rebel Lynn et Sara Luvv (scene 5) dans Fool for Love - Anya Olsen et Sandy Fantasy dans Girlfiction - Kira Noir et Kelsi Monroe dans Lesbian Beauties 16: Interracial - Gina Valentina et Verónica Rodríguez dans Lesbian Border Crossings - Shyla Jennings et Elle Alexandra dans The Lesbian Experience: An Unexpected Encounter - Cadence Lux et Amara Romani dans Lesbian Fantasies - August Ames et Darcie Dolce dans The Lesbian Landlord - Abigail Mac et Lilly Evans dans Lesbian Tutors 2 - Ariana Marie et Xandra Sixx dans Let It Ride - Aspen Rae et Shae Snow dans My Wicked Tongue - Jenna Sativa et Lyra Law dans No Man's Land: Raunchy Roommates 2 - Aidra Fox et Eva Lovia dans We Live Together 43                                                   |
| Meilleure Scène de sexe anal | Meilleure Scène de sexe oral |
| - Megan Rain et Manuel Ferrara dans Anal Models ☆ - Abella Danger et Manuel Ferrara dans Abella - Alex Grey et Mick Blue dans Anal Beauty 3 - Veruca James et Markus Dupree dans Anal Domination - Veronica Avluv et James Deen dans Anal Fanatic 7 - Joanna Angel et Nacho Vidal dans Anal Sex on the Beach - Ariana Marie et Mick Blue dans The Art of Anal Sex 2 - Adriana Chechik et Mick Blue dans Gape Tryouts - Romi Rain et Keiran Lee dans In the Ass at Last - Riley Reid et Joss Lescaf dans Interracial & Anal 3 - Kristina Rose et Mick Blue dans Latin Asses 2 - Marley Brinx et Chris Strokes dans Marley Brinx Pushes the Temperature Up to Sizzling - Casey Calvert et Toni Ribas dans Oil & Anal 2 - Vicki Chase et Mick Blue dans Performers of the Year 2016 - Jillian Janson et Mick Blue dans Top Models          | - Adriana Chechik dans Adriana Chechik: The Ultimate Slut ☆ - Dakota dans #My Face 2 - Aria Alexander dans Aria Alexander Swallows Every Last Drop - Asa Akira dans Asa Goes to Hell - Brett Rossi dans Brett Rossi Is Delicious - Skin Diamond dans Teanna Trump; Deep Throat League 2 - Morgan Lee dans Facialized 3 - Marsha May dans Feeding Frenzy 12 - Kristina Rose dans Gag Reflex 2 - Chanel Preston dans Massive Facials 7 - Blair Williams dans Mouth Magic - Verónica Rodríguez et Riley Reid dans Slobber River BJs - Riley Steele dans Supergirl XXX: An Axel Braun Parody - Jillian Janson, Casey Calvert et Aidra Fox dans Throat Training 2 - Samantha Rone dans Wet Food 7 |
| Fan Award : porn star féminine préférée | Fan Award : cam girl préférée |
| - Riley Reid ☆ - A.J. Applegate, Abella Danger, Abigail Mac, Adriana Chechik, Aidra Fox, Alexis Texas, Allie Haze, Ana Foxxx, Angela White, Anikka Albrite, Aria Alexander, Ariana Marie, Asa Akira, August Ames, Brett Rossi, Carter Cruise, Casey Calvert, Chanell Heart, Chloe Amour, Dani Daniels, Eva Lovia, Goldie Rush, Janice Griffith, Jenna Sativa, Jessa Rhodes, Jesse Jane, Jessica Drake, Jillian Janson, Karlee Grey, Kasey Warner, Kat Dior, Katrina Jade, Keisha Grey, Kissa Sins, Kleio Valentien, Layla Sin, Luna Star, Megan Rain, Mia Malkova, Misty Stone, Morgan Lee, Nicole Aniston, Nikki Benz, Penny Pax, Peta Jensen, Riley Steele, Romi Rain, Sara Luvv, Shyla Jennings, Verónica Rodríguez, Vicki Chase. | - Kati3kat - 0bedientSlut, AAPL_, AbrilRocks, adysweet, AllexyaHot, AlysaJolie, AngelKiuty, Arquelina, Aruba Jasmine, Ashe Maree, AsianPlaymateXX, Aspen Rae, Aubrilee, BabyJas, BlondMelanye, Brielle Day, CarminaHot1, Caylin, Cherry Devivre, ChristyOnCam, Chroniclove, DaisyDestin, Dawn Willow, Devious Angel, Emily Grey, Eva Gomez, Eva Sin, Ginger Banks, Goddess Valora, Harli Lotts, Hazina, HopeDaylee, Jalyn, Jenny Blighe, Jisel Lynn, JordanLane, KaliiiRose_, Kickaz, LeightonBrook, LenaSpanks, Lexie Ford, LindseyBanks, LittleRedBunny, Livia Choice, LovelyKittie, MalibuBomb, Mariah Leonne, Melody Kush, MissAshe, MissChristmas, Mitsuko Doll, Natalie Star, OneGreatDiva, Paulina, PavlovsWhore, Pocket, Poppynaked, Rapture, Raquelle Diva, Rebecca000, Sabrina Nellie, saracross, Sassha Red, SeductiveGoddess1, ShandaFay, Spanishstar, Stefanie Joy, SugarBooty, UrCuteSarah, Valentina_Arango, Vicalouqua74, VivianisHere. |

### Lauréats supplémentaires
Catégorie : Contenus
- BBW Performer of the Year: Angel DeLuca
- Meilleure scène de sexe entre filles : Serena Blair, Celeste Star & Alix Lynx, AI : Artificial Intelligence.
- Meilleur film féminin : Missing : A Lesbian Crime Story.
- Meilleure série féminine : Women Seeking Women.
- Meilleur film amateur/pro-AM : Amateur POV Auditions 26.
- Meilleure série amateur/pro-AM : Amateur Introductions.
- Meilleur film anal : The Art of Anal Sex 3.
- Meilleure série anale : Anal Beauty
- Meilleur film d'anthologie : Natural Beauties.
- Meilleure direction artistique : Suicide Squad XXX : An Axel Braun Parody.
- Meilleur film BDSM : Deception : A XXX Thriller.
- Meilleur film à grosses fesses : Anikka vs Kelsi
- Meilleur film sur les gros seins : Big Wet Breasts 3.
- Meilleure cinématographie : Eddie Powell, The Submission of Emma Marx : Exposed.
- Meilleure comédie : Cindy Queen of Hell.
- Meilleure série continue : Angela Loves ...
- Meilleur réalisateur - long métrage : Jacky St. James, The Submission of Emma Marx : Exposed.
- Meilleur réalisateur - Long métrage étranger : John Stagliano, Hard in Love.
- Meilleur réalisateur - Non-film étranger : Nacho Vidal, Nacho Loves Nekane.
- Meilleur réalisateur - Non-Film : Greg Lansky, Natural Beauties.
- Meilleur réalisateur - Parodie : Axel Braun, Suicide Squad XXX : An Axel Braun Parody.
- Meilleure scène de sexe avec double pénétration : Abella Danger, Mick Blue, Markus Dupree, Abella.
- Meilleur montage : Eddie Powell, The Submission of Emma Marx : Exposed.
- Meilleure série ethnique/interraciale : Black and White.
- Meilleur film ethnique : Asian Fuck Machines.
- Meilleur film étranger : Sherlock : A XXX Parody.
- Meilleur non long métrage étranger : Rocco's Italian Porn Boot Camp 2.
- Meilleure série étrangère : Rocco One on One.
- Meilleur film gonzo : Angela Loves Gonzo.
- Meilleure scène de sexe en groupe : Jojo Kiss, Katrina Jade, Casey Calvert, Goldie Rush, Keisha Grey, Prince Yahshua, Lexington Steele, Rico Strong ; Orgy Masters 8.
- Meilleur film d'ingénue : Fresh Girls 3.
- Meilleur film interracial : My First Interracial 7.
- Meilleur maquillage : Cammy Ellis, May Kup, Suicide Squad XXX : An Axel Braun Parody.
- Meilleure campagne de marketing - Image d'entreprise : Blacked/Tushy/Vixen
- Meilleure campagne de marketing - projet individuel : Non à la proposition 60, Julia Ann.
- Meilleur film de MILF : Dirty Rotten Mother Fuckers 10'.
- Meilleur nouveau label : Vixen
- Meilleure nouvelle série : Her 1st Interracial
- Meilleure performance non sexuelle : Nyomi Banxxx, Suicide Squad XXX : An Axel Braun Parody.
- Meilleur film femme plus âgée/jeune fille : Mother-Daughter Exchange Club 44.
- Meilleur film oral : Facialized 3.
- Meilleur film orgie/gangbang : Gangbanged 7.
- Meilleur film polyamoureux : Babysitting the Baumgartners.
- Meilleur scénario : Jacky St. James, The Submission of Emma Marx : Exposé.
- Meilleur scénario - Parodie : Axel Braun, Suicide Squad XXX : An Axel Braun Parody.
- Meilleure scène de sexe dans une production étrangère : Misha Cross, Nikita Bellucci, Hard in Love.
- Meilleure performance solo/tase : Asa Akira, Asa Goes to Hell.
- Meilleure bande originale : The Submission of Emma Marx : Exposed.
- Meilleur effets spéciaux : Supergirl XXX : An Axel Braun Parody.
- Meilleur film de spécialité - autre genre : Marshmallow Girls 4.
- Meilleure série spécialisée - Autre genre : Schoolgirl Bound.
- Meilleur second rôle masculin : Brad Armstrong, The Preacher's Daughter.
- Meilleur film de relations taboues : Tabu Tales : Moi, mon frère et un autre.
- Meilleure scène de sexe à trois - garçon/garçon/fille : Kleio Valentien, Tommy Pistol, Charles Dera, Suicide Squad XXX : An Axel Braun Parody.
- Meilleure scène de sexe à trois - fille/fille/garçon : Alex Grey, Karla Kush, Christian Clay, Anal Beauty 4.
- Meilleur film transsexuel : Real Fucking Girls
- Meilleure série transsexuelle : Trans-Visions.
- Meilleure scène de sexe transsexuelle : Buck Angel, Valentina Nappi, Girl/Boy 2.
- Meilleure scène de sexe en réalité virtuelle : Joanna Angel, Abella Danger, Manuel Ferrara, Angel 'n Danger.
- Titre intelligent de l'année : Aunts in My Pants.
- Interprète féminine étrangère de l'année : Misha Cross
- Star grand public de l'année : Julia Ann
- Interprète masculin étranger de l'année : Danny D.
- Performer MILF de l'année: Kendra Lust

Catégorie : Web et technologies
- Meilleur programme d'affiliation : Famedollars.com
- Meilleur site alternatif: Kink.com
- Meilleur site de rencontre : Flirt.com
- Meilleur site d'adhésion : Tushy.com
- Meilleur site de stars du porno : TashaReign.com
- Meilleur site de fille solitaire : Bryci.com
- Meilleure innovation/site de réalité virtuelle : HoloGirlsVR.com
- Meilleur réalisateur web : Glenn King

Catégorie : Produits plaisir
- Meilleur fabricant de préservatifs : Trojan
- Meilleur fabricant d'accessoires : MD Science Labs
- Meilleur fabricant de fétiches : Stockroom
- Meilleur fabricant de lingerie ou de vêtements : Fantasy Lingerie
- Meilleur fabricant de lubrifiants : System JO
- Meilleur fabricant de produits de plaisir - grand format : NS Novelties
- Meilleur produit de plaisir fabricant - moyen : Jopen
- Meilleur produit de plaisir - petit : Berman Innovations/POP Dildo

Catégorie : Détaillants et distributeurs
- Meilleure boutique : Cupid's Closet (Westchester, Californie)
- Meilleure chaîne de vente au détail – Grande : Lion's Den
- Meilleure chaîne de vente au détail – Moyenne : Ambiance, The Store for Lovers
- Meilleure chaîne de vente au détail – Petite : Babeland
- Meilleur magasin de détail en ligne : AdultEmpire.com

Catégorie : Fan Awards
- Cam guy préféré : AdamSinner
- Couple de campeurs préféré : CookinBaconNaked
- Star porno masculine préférée : Johnny Sins
- Star Trans Cam préférée : Aubrey Kate
- Star du porno trans préférée : Aubrey Kate
- MILF la plus sexy : Kendra Lust
- Nouvelle venue la plus sexy : Lana Rhoades
- Jouet sexuel le plus incroyable : Angela White, Fleshlight
- Cul le plus épique : Alexis Texas
- Nichons les plus spectaculaires : August Ames
- Star des médias sociaux : Riley Reid
- Reine du web : Kissa Sins

## Hall of fame
Les intronisés ont été annoncées le 28 décembre 2016 :
- Branche vidéo : Monique Alexander, Mick Blue, Stuart Canterbury, Cassidey, Rinse Dream, Kelly Holland, Steve Holmes, Sara Jay, Tory Lane, Mandingo, Daisy Marie, Aurora Snow, Charmane Star, Mark Stone, Christian XXX[6].
- Branche exécutif : Joe Dambrosio, Danny Gorman, Jeff Steward, Gabor Szabo (alias Gabor Esterhazy)[6].
- Branche fondateur internet :  Gyorgy Gattyan, Michael Reul, Jim McBride[6].
- Branche produits plaisirs : Chuck Harnish, Jim Horne, Big Al Bedrosian, Dell Williams[7].